# 谢尔盖·米哈伊洛维奇·沙赫赖
谢尔盖·米哈伊洛维奇·沙赫赖（俄语：Серге́й Миха́йлович Шахра́й，1956年4月30日—），乌克兰人，俄罗斯的政治家、法学博士。

## 生平
曾担任俄罗斯联邦政府法律顾问、俄罗斯联邦政府副主席、俄罗斯联邦国家联盟和民族事务委员会主席、俄罗斯联邦民族和地区政策事务部长。